# 가면 라이더 - 류우키 에피소드 파이널
가면 라이더 - 류우키 에피소드 파이널(Kamen Raida Ryuki: Episode Final, 劇場版 仮面ライダー龍騎 EPISODE FINAL)은 일본에서 제작된 타자키 류타 감독의 2002년 영화이다. 스가 타카마사 등이 주연으로 출연하였고 토마리 츠토무 등이 제작에 참여하였다.

## 출연

### 주연
- 스가 타카마사
- 마츠다 사토시
- 가토 나츠키

### 조연
- 키쿠치 켄자부로
- 하기노 타카시
- 츠노가에 카즈에
- 유게 토모히사
- 쿠온 사야카
- 츠다 칸지
- 쿠리하라 히토미
- 에레나

## 제작진
- 원작자: 이시노모리 쇼타로
- 프로듀서: 나카소네 치하루
- 프로듀서: 시라쿠라 신이치로
- 프로듀서: 타케베 나오미
- 특수촬영: 부츠다 히로시
- 무술감독: 미야자키 타케시
- 무술감독: 카네다 오사무